# 試験艦
試験艦（しけんかん、英: Experimental Ship）とは、軍艦の種類の一種である。

## 概要
艦艇に新たな技術を取り入れる過程で、実際の艦艇に試験的に設備を搭載し、洋上で実証することがある。運用中の艦艇に搭載して試験を行うこともあるが、通常の運用と並行しての試験は制約が厳しく、開発スケジュールの調整に手間がかかったり、大規模な改装が必要だったりする。そこで、新技術の試験のための専用の艦が試験艦である。
そのため、同型艦が存在する場合は少ない。新規に建造されることもあるが、既存の艦艇を改装し、艦種を変更して運用することもある。

## 世界の試験艦

### アメリカ

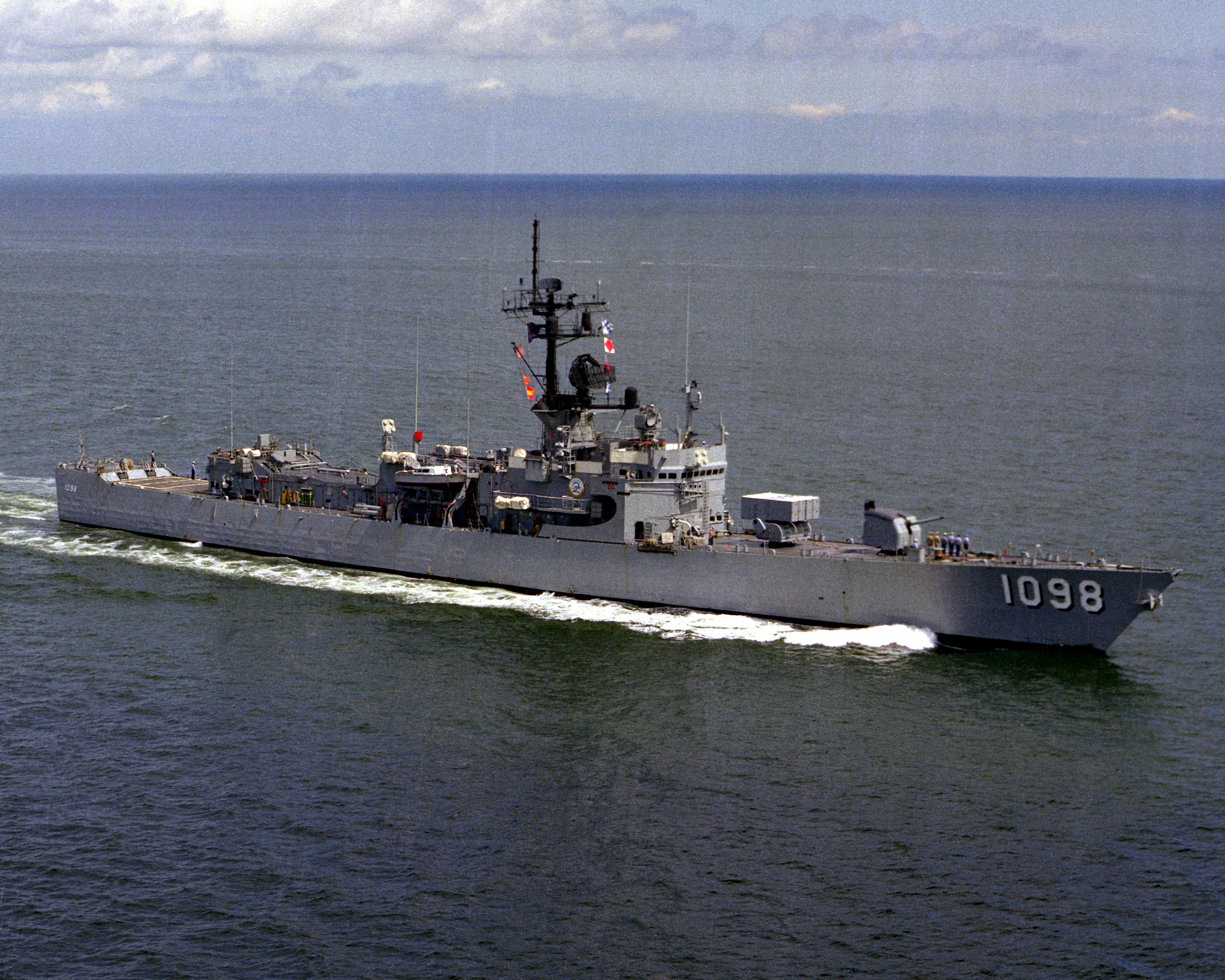
グローバー

- スピュトン・ダイビル（英語版） - アメリカ連合国海軍が建造した魚雷艇。スクリュープロペラ推進の試験に建造された。
- グローバー - 建造時にダクテッドプロペラを搭載し、実証試験に用いられた。
- ディケーター - 退役後、自衛テスト艦 (Self Defense Test Ship, SDTS)として運用された。
- ノートン・サウンド - ミサイル実験艦としてテリアミサイルやターターの発射試験、ヴァイキングの発射母艦、タイフォン・システム、イージスシステムの試験を行った。
- シー・シャドウ - ステルス性の実証用に建造された。
- ジョイントベンチャー - アメリカ陸軍が高速輸送艦として試験的に運用した。退役後、民間の高速フェリーとして運用中。

### イギリス
- SS アルキメデス（英語版） - アルキメディアン・スクリューを用いた推進の試験に建造された。
- ドワーフ（英語版） - スクリュープロペラ推進の試験に建造された。
- スリンジャー（英語版） - カタパルトの実験のために建造された。1917年に竣工し、カタパルトの試験終了後の1919年に貨物船として売却された。
- エクスマス（英語版） - 14型フリゲートの1隻。1966年から1968年まで、ガスタービンエンジンを搭載したCOGOG推進の試験に用いられた。
- パトリック・ブラケット（英語版）

### スウェーデン
- Smyge（英語版） - ステルス性の実証用に建造された。2014年以降は練習艦として運用中。

### ソビエト連邦
- ジェルジンスキー（英語版、ロシア語版） - スヴェルドロフ級巡洋艦の1隻。就役後にS-75（SA-2）地対空ミサイルの艦載型であるS-75M（SA-2C）（ロシア語版）を搭載し、防空艦としての機能を試験された。
- モスクワ（英語版、ロシア語版） - モスクワ級ヘリコプター巡洋艦の1隻。就役後、飛行甲板に耐熱加工を施され、Yak-36M（量産機はYak-38と改称）による垂直離着陸機（VTOL機）の着艦試験が行われた。

### 日本

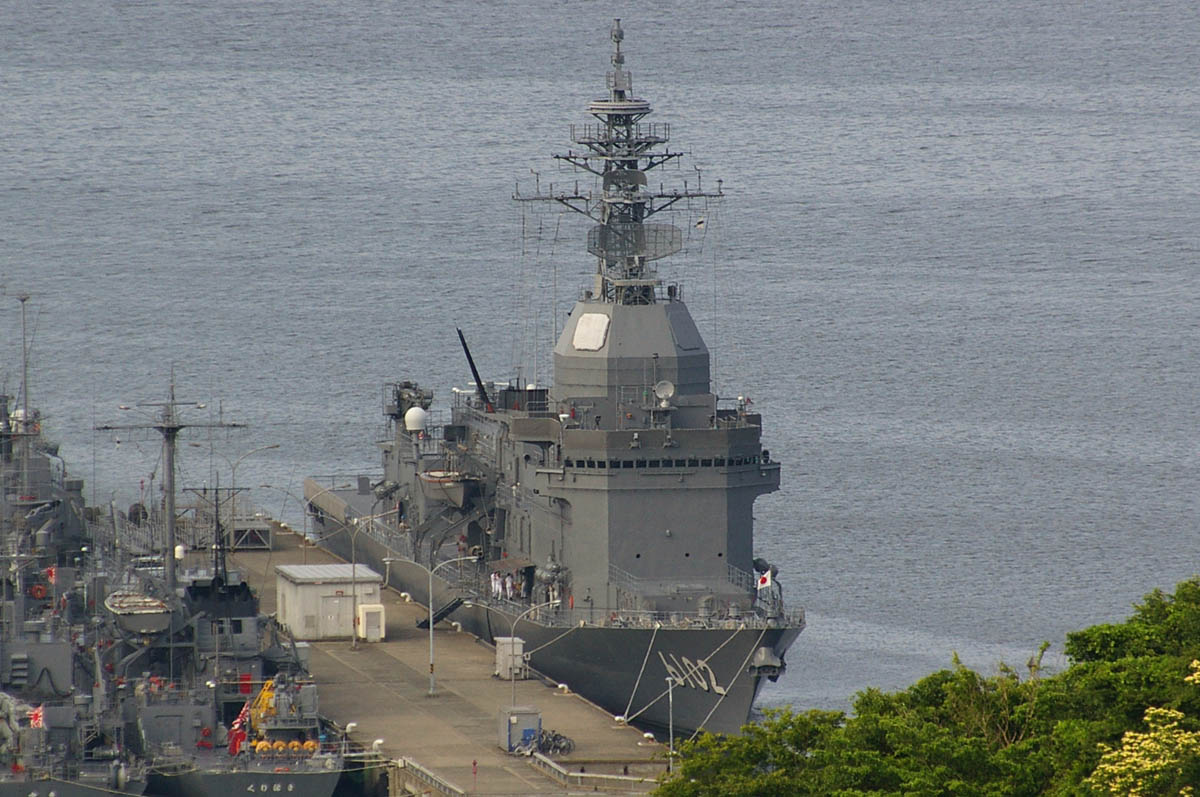
試験艦あすか

- くりはま - 海上自衛隊初の試験専用の艦艇。退役済み。
- あすか[2]
- たいげい - たいげい型潜水艦1番艦を試験潜水艦として種別変更。